# Ségrie
Ségrie – miejscowość i gmina we Francji, w regionie Kraj Loary, w departamencie Sarthe.
Według danych na rok 1990 gminę zamieszkiwały 533 osoby, a gęstość zaludnienia wynosiła 24 osoby/km² (wśród 1504 gmin Kraju Loary Ségrie plasuje się na 824. miejscu pod względem liczby ludności, natomiast pod względem powierzchni na miejscu 478.).